# 佐藤茂樹 (政治家)
佐藤 茂樹（さとう しげき、1959年〈昭和34年〉6月8日 - ）は、日本の政治家。公明党所属の元衆議院議員（10期）、公明党副代表。俗称はサトシゲ。

## 経歴
滋賀県大津市出身。大津市立膳所小学校・大津市立栗津中学校から滋賀県立膳所高等学校を経て、京都大学法学部に進学。大学卒業後は日本IBMに勤務し、1993年の第40回衆議院議員総選挙で当時の旧大阪6区から公明党公認で立候補し当選。
公明新党を経て、小選挙区比例代表並立制の現行選挙制度導入後初の選挙となる1996年の第41回衆議院議員総選挙では、比例近畿ブロックから新進党比例名簿単独7位で立候補し、2期目の当選となる。
新進党の解党後は、一時自由党所属を経て、1998年の公明党再結成にも参画する。
2000年6月13日投開票の第42回衆議院議員総選挙では比例近畿ブロックの名簿第6位単独で立候補するも、公明党が同ブロックで5議席の獲得に留まり、次点で落選した。その後、2003年6月10日に比例近畿ブロック選出の久保哲司が死去したことに伴い、同月20日に中央選挙管理会が開いた選挙会で、次点となっていた佐藤の繰上補充による当選が決定し、同月23日付で告示された。以降は比例近畿ブロック単独で3期連続で当選する。
7期目となる2012年の第46回衆議院議員総選挙からは、引退した田端正広の後継として大阪3区から立候補し、以降同区で4期連続当選を重ねていた。この間、2003年9月に第1次小泉第2次改造内閣で国土交通大臣政務官、2013年9月に第2次安倍内閣で厚生労働副大臣（労働、福祉、年金の担当）を務めている。
2024年の第50回衆議院議員総選挙では、初めて候補者を擁立した日本維新の会公認で参議院議員から鞍替え立候補した東徹に敗れ、比例近畿ブロックで重複立候補を行っていない事から佐藤は議席を失った。
2025年1月20日、次期衆院選で大阪3区から立候補しない事を表明した。代わって同区の党総支部長には比例近畿ブロック選出の浮島智子を擁立する方針が発表された。なお、佐藤は党副代表として政治活動を続けるとしている。

## 政策・主張
夫婦別姓
選択的夫婦別姓制度導入に賛成。
日本国憲法
2012年の第46回衆議院議員総選挙においては、日本国憲法の改正に反対する意向を示した。2014年の第47回衆議院議員総選挙においても、日本国憲法第9条の改正について反対すると主張している。
集団的自衛権
日本の集団的自衛権の行使解禁には明確に反対していた。2012年の第46回衆議院議員総選挙に際し、集団的自衛権の行使を禁じた憲法解釈を変更すべきか問われ、見直す必要はないと回答していた。また、2014年の第47回衆議院議員総選挙に際し、集団的自衛権の行使に賛成か問われ、反対すると明確に主張していた。しかし、集団的自衛権の行使容認を盛り込んだ「我が国及び国際社会の平和及び安全の確保に資するための自衛隊法等の一部を改正する法律」案と「国際平和共同対処事態に際して我が国が実施する諸外国の軍隊等に対する協力支援活動等に関する法律」案が第189回国会に上程されると、一転して賛成票を投じた。
大阪都構想
大阪維新の会が推し進める大阪都構想を巡っては、東京都以外でも特別区の設置を可能にする大都市地域における特別区の設置に関する法律（大都市法）が2012年に制定される際、通常の市町村合併では行われない住民投票が必要な理由について佐藤は「権限や税財源の面でいわば格下げとも言える事態が生じて、通常の市町村合併以上に住民の生活等に大きな影響があるから」と国会で答弁した。2015年に行われた大阪都構想の是非を問う住民投票でも佐藤の所属する公明党は反対に回ったが、2019年の大阪府知事・市長選挙で維新が圧勝したことを受け公明党が賛成に転じ、当時党府連代表であった佐藤は2020年の二度目の住民投票では都構想を「歴史的な改革」と持ち上げ、先頭に立って所属議員や支持母体の創価学会へ積極的な協力を呼びかけた。二度目の住民投票も反対多数で否決され、その後佐藤は府連代表を退任した。
リニア中央新幹線の開業、北陸新幹線の新大阪までの延伸
「与党北陸新幹線敦賀・新大阪間整備委員会」の委員長代理として、リニア中央新幹線の開業と、北陸新幹線の新大阪までの延伸を目指す。
児童手当の拡充
児童手当の対象年齢を中学生から高校生にまで拡充するとともに、所得制限を撤廃し、支給額も第3子以降は月額３万円に増やし、子育て家庭の負担を軽減する。
高等教育の費用負担の軽減
高等教育の無償化を段階的に進める。入学金や転居費用、教材の購入などで特に経済的に負担が大きい、大学１年生（前期分）の授業料の実質無償化を目指す。
天下茶屋駅前地域、新今宮駅周辺地域の活性化
2031年春開業予定の、なにわ筋線（うめきた～新今宮の直通路線）にあわせ、天下茶屋駅前地域、新今宮駅周辺地域を子育て世代が暮らしやすく、若者にも人気の活気あふれる街づくりを推進する。
大和川沿いの整備
大和川の堤防などを整備。大和川沿い（大阪市側）の堤防と河川敷を整備し、子育て世代から高齢者まで全世代が利用できる公園や、スケートボード・BMXなどの練習場を整備するなど、治水対策も更に万全にし、大和川沿いを整備する。
長居公園通り・あべの筋と南海高野線が交差する道路の渋滞解消
南海高野線の高架化などで、長居公園通り・あべの筋と南海高野線が交差する〝開かずの踏切〞を解消し、交通渋滞の解消へ抜本対策を進める。
「フィルム型ペロブスカイト太陽電池」の実用化と普及
「再生可能エネルギー特別措置法」の成立を主導し、現在の太陽光発電パネルや風力発電など再生可能エネルギー普及を推進した。
新水門の建設と大阪市内の内水氾濫対策
大正区・住之江区などの防潮堤の耐震化、三大水門（安治川水門、尻無川水門、木津川水門）の遠隔操作や、2024年4月よりJアラート（津波警報・大津波警報）発信時に水門が自動閉鎖するシステムの運用を進めてきた。

## 実績

### 防災・減災
公立小中学校の耐震化
地域住民の避難所になる全国の小中学校の耐震化を推し進めてきた。耐震化工事の国庫補助率を引き上げる法改正を行い、公立小中学校の耐震化率が2008年の約60％から2023年には99.8％に。大阪市内では100％達成した。
「わが街の防災」総点検運動
「わが街の防災」総点検運動を府内1169校の公立学校で実施し、防災拠点として機能するため集中的に整備するよう提言した。
歩道橋を緊急避難場所に指定
国道43号高架下の歩道橋を緊急避難場所に指定するため、耐震補強工事の予算確保に動いた。
防潮堤の耐震化
港湾にある防潮堤の耐震化を推進してきた。南海トラフ巨大地震などの対策に力を注ぐ。
地下鉄の浸水対策
地下鉄の浸水対策として、止水パネルの設置に尽力した。

### 国民の生活
道路交通法改正を推進
2017年6月の東名高速道路における「あおり運転」による死亡事故を国会で最初に追及し、道路交通法改正に取り組み、2020年6月からの厳罰化を実現した。改正法では「妨害運転罪」が創設され、最長５年の懲役刑が科され、免許も直ちに取り消されるようになった。
道路渋滞を緩和、バリアフリー化
JR阪和線の高架化を実現し道路渋滞を緩和させ、JR大正駅、新今宮駅、長居駅などのバリアフリー化も促進した。

### 地域の活性化
西日本最大の港湾の整備
国交大臣政務官として、国際競争力を高めるために国土交通省として選択と集中を行い、東京・川崎・横浜の京浜港と大阪・神戸の阪神港を、国際コンテナ戦略港湾に指定した。

### 景気・雇用
働き方改革を推進
公明党の政調会長代理、「働き方改革実現推進本部」の事務局長として党の提言を取りまとめ、法律の成立に導いた。公明党の提案を受けて、「残業時間の罰則付き上限規制」と、翌日の出社までに一定の休息時間を設ける「勤務間インターバル（努力義務）」が導入されたほか、同一労働同一賃金が推進されるようになった。

### 国会改革
「委員長手当」を廃止
衆参両院の常任・特別委員長らに1日当たり６千円支給される「委員長手当」を廃止した。年間５千万円の経費削減となった。

## 人物

### 旧統一教会との関係
ジャーナリストの鈴木エイトが作成した「旧統一教会関連団体と関係があった現職国会議員168人」によれば、旧統一教会関連団体との関係について、1999年に教団関連団体発行の月刊紙にインタビューが掲載されていたとされる。

### その他
- 在日本大韓民国民団の70周年式典に2017年に1月14日出席した。在日韓国人らを前に「両国(日韓)が飛躍の年になることを期待している」と述べた[38]。
- 家族構成：妻・二女[39]
- 身長：170cm[39]
- 座右の銘：自分自身に勝て！[39]
- 趣味：読書、映画鑑賞、ジョギング、格闘技観戦等[39]
- 好きな芸能人は、井上真央、西田敏行、高倉健、岸本加世子[40]。

## 主な所属議員連盟
- 北京オリンピックを支援する議員の会
- 国際観光産業振興議員連盟

## 選挙歴
| 当落 | 選挙                   | 執行日         | 年齢 | 選挙区           | 政党   | 得票数     | 得票率 | 定数 | 得票順位 /候補者数 | 政党内比例順位 /政党当選者数 |
| ---- | ---------------------- | -------------- | ---- | ---------------- | ------ | ---------- | ------ | ---- | ------------------ | ---------------------------- |
| 当   | 第40回衆議院議員総選挙 | 1993年07月18日 | 34   | 旧大阪府第6区    | 公明党 | 7万3890票  | 22.34% | 3    | 2/7                | /                            |
| 当   | 第41回衆議院議員総選挙 | 1996年10月20日 | 37   | 比例近畿ブロック | 新進党 | ーー票     | ーー   | 33   | /                  | 7/10                         |
| 繰当 | 第42回衆議院議員総選挙 | 2000年06月25日 | 41   | 比例近畿ブロック | 公明党 |            |        | 30   | /                  | 6/5                          |
| 当   | 第43回衆議院議員総選挙 | 2003年11月09日 | 44   | 比例近畿ブロック | 公明党 | ーー票     | ーー   | 29   | /                  | 4/5                          |
| 当   | 第44回衆議院議員総選挙 | 2005年09月11日 | 47   | 比例近畿ブロック | 公明党 | ーー票     | ーー   | 29   | /                  | 3/4                          |
| 当   | 第45回衆議院議員総選挙 | 2009年08月30日 | 50   | 比例近畿ブロック | 公明党 | ーー票     | ーー   | 29   | /                  | 3/5                          |
| 当   | 第46回衆議院議員総選挙 | 2012年12月16日 | 53   | 大阪府第3区      | 公明党 | 10万1910票 | 53.19% | 1    | 1/3                | /                            |
| 当   | 第47回衆議院議員総選挙 | 2014年12月14日 | 55   | 大阪府第3区      | 公明党 | 8万4943票  | 57.21% | 1    | 1/2                | /                            |
| 当   | 第48回衆議院議員総選挙 | 2017年10月22日 | 58   | 大阪府第3区      | 公明党 | 8万3907票  | 54.10% | 1    | 1/3                | /                            |
| 当   | 第49回衆議院議員総選挙 | 2021年10月31日 | 62   | 大阪府第3区      | 公明党 | 7万9507票  | 44.65% | 1    | 1/4                | /                            |
| 落   | 第50回衆議院議員総選挙 | 2024年10月27日 | 65   | 大阪府第3区      | 公明党 | 5万2107票  | 28.87% | 1    | 2/5                | /                            |